# Municipio de Dahlgren (Minnesota)
El municipio de Dahlgren (en inglés: Dahlgren Township) es un municipio ubicado en el condado de Carver en el estado estadounidense de Minnesota. En el año 2010 tenía una población de 1331 habitantes y una densidad poblacional de 14,35 personas por km².

## Geografía
El municipio de Dahlgren se encuentra ubicado en las coordenadas 44°45′34″N 93°41′38″O / 44.75944, -93.69389. Según la Oficina del Censo de los Estados Unidos, el municipio tiene una superficie total de 92.75 km², de la cual 91,39 km² corresponden a tierra firme y (1,46 %) 1,35 km² es agua.

## Demografía
Según el censo de 2010, había 1331 personas residiendo en el municipio de Dahlgren. La densidad de población era de 14,35 hab./km². De los 1331 habitantes, el municipio de Dahlgren estaba compuesto por el 98,42 % blancos, el 0,08 % eran afroamericanos, el 0,38 % eran amerindios, el 0,15 % eran asiáticos, el 0,53 % eran de otras razas y el 0,45 % eran de una mezcla de razas. Del total de la población el 0,83 % eran hispanos o latinos de cualquier raza.